# Szlak pamięci ofiar hitlerowskiego ludobójstwa

Szlak pamięci ofiar hitlerowskiego ludobójstwa – niebieski znakowany szlak turystyczny pieszy o długości 31 km upamiętniający martyrologię ludności Polski, dokonywanej przez Niemców w czasie II wojny światowej na terenie obecnego województwa łódzkiego.

## Przebieg
Przebieg szlaku przedstawia się następująco (pogrubioną czcionką oznaczono miejsca zbrodni niemieckich):
- Łódź
  - Park im. Szarych Szeregów
  - Park Julianowski w Łodzi
  - Radogoszcz
  - ul. Liściasta
- Gmina Zgierz
  - las Okręglik
- Zgierz
  - pl. Kilińskiego
  - ul. 17 stycznia
  - ul. Narutowicza
  - ul. Barlickiego
  - Park Miejski - ul. Piątkowska
  - Plac Stu Straconych
  - ul. Reymonta
  - ul. Cmentarna
  - ul. Kasprowicza
  - ul. Przygraniczna
- Gmina Zgierz
  - las Proboszczewice
  - Ośrodek "Malinka"
  - Dąbrówka-Sowice
  - Dąbrówka-Strumiany
  - Rosanów
  - Lućmierz-Ośrodek (gospoda)
  - pomnik w lesie Lućmierz